# Wittenberge
Wittenberge, někdy neformálně nazývané přezdívkou Město bílých hor (Die Stadt der weißen Berge), je německé město s přibližně 17 tisíci obyvateli, které se nachází v zemském okresu Prignitz, ve spolkové zemi Braniborsko. Městem protéká Labe, do něhož se zde vlévá řeka Stepenitz.

## Historie

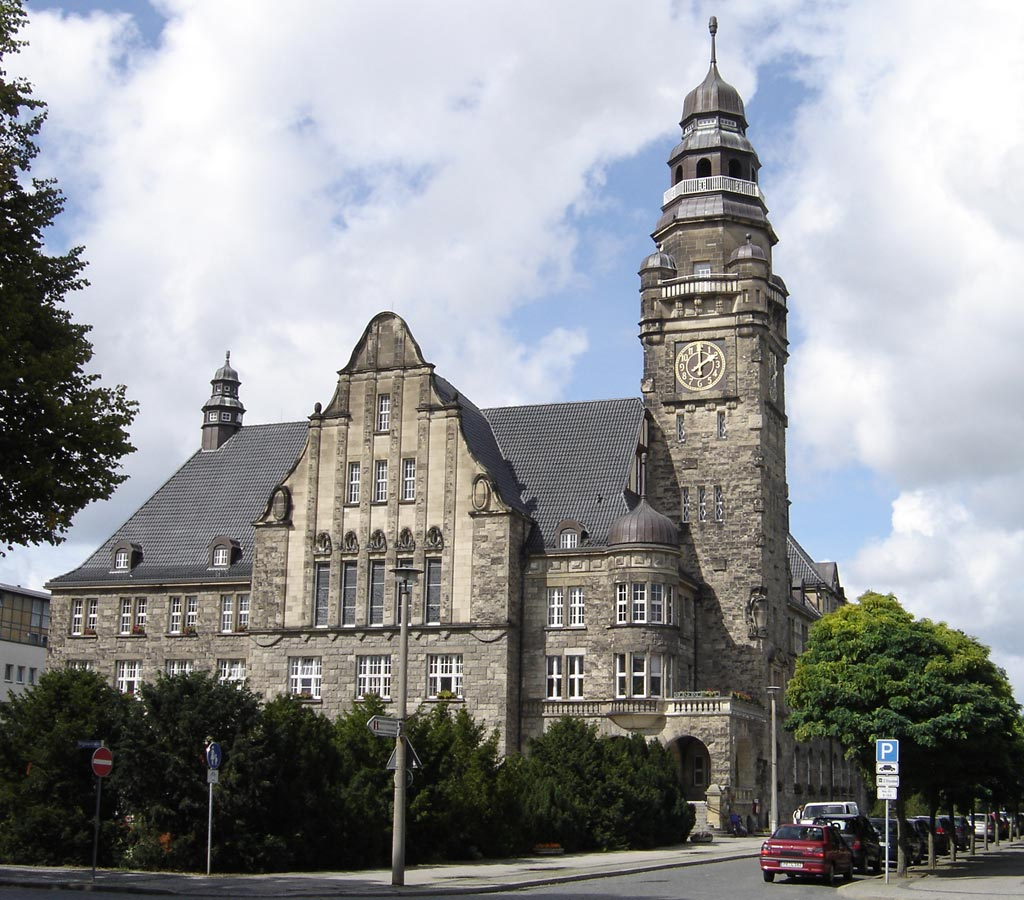
Budova radnice z roku 1914

Na místě, kde se dnes Wittenberge nachází, založil v roce 1300 saský král Otto I. osadu, která rostla sice pomalu, ale zato vytrvale. V roce 1669 zde byl postaven městský hrad, který přežil požáry v letech 1686 a 1757, tak povodně v letech 1709 a 1761. Důležitou událostí bylo zprovoznění železniční trati z Berlína do Hamburku v roce 1846. Zdejší nádraží se později stalo důležitým železničním uzlem. V roce 1914 byla vybudována současná budova radnice.
Od 15. srpna 1942 do 17. února 1945 byl ve Wittenberge zřízen koncentrační tábor, který spadal pod koncentrační tábor v Neuengamme.

## Vývoj počtu obyvatel
- Vývoj počtu obyvatel od roku 1875 (modrá čára)

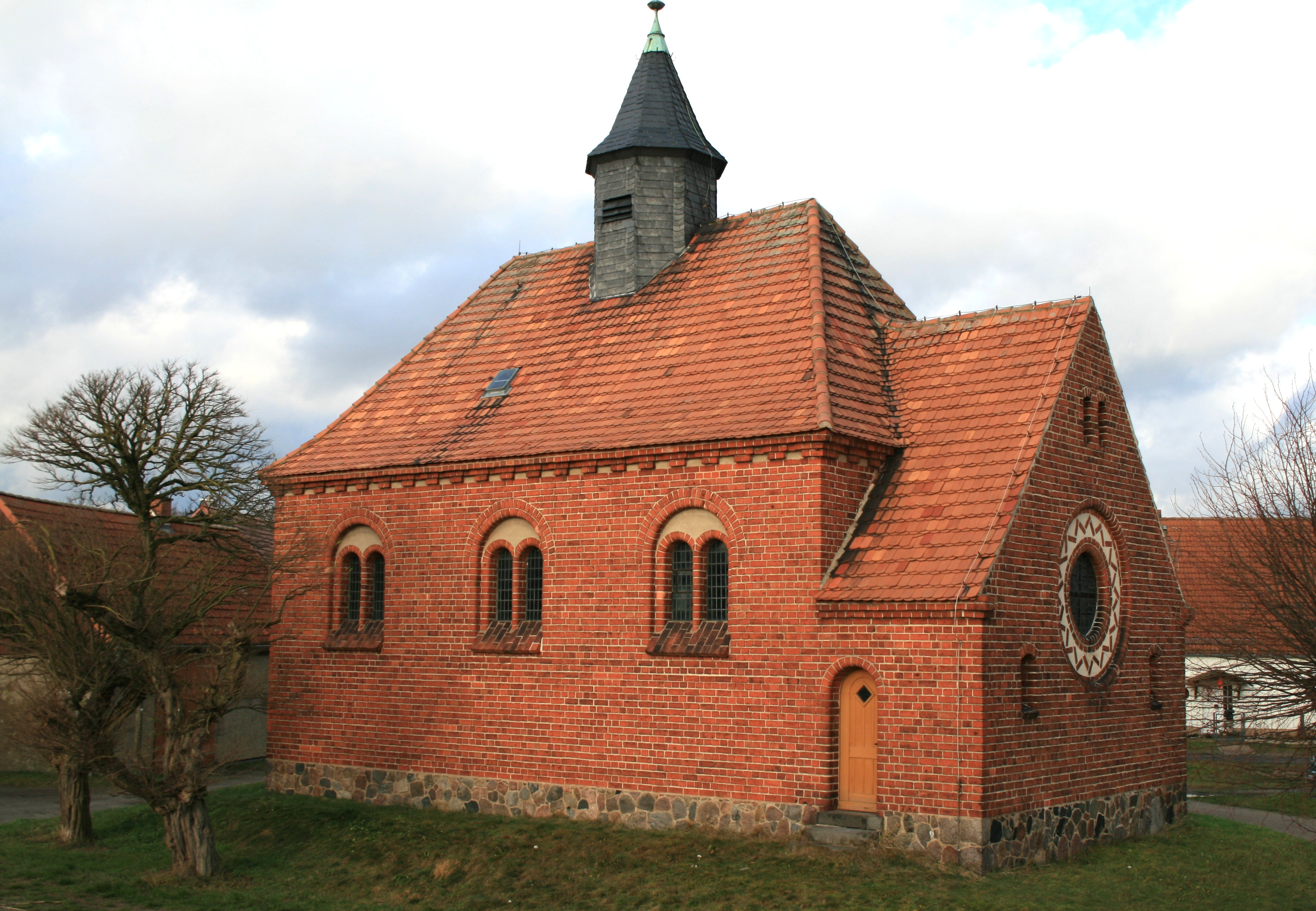
Kostel Hinzdorf

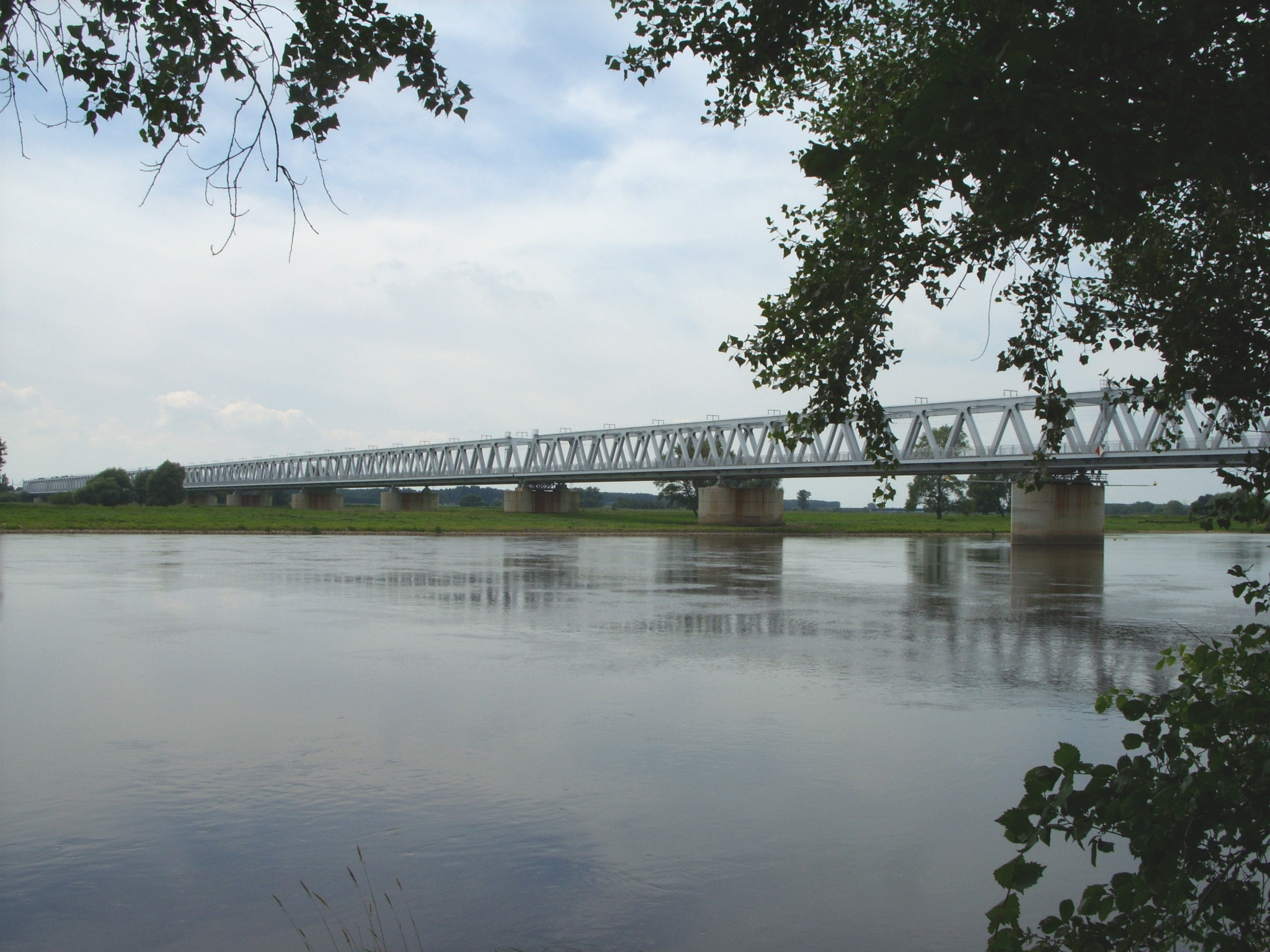
Železniční most přes Labe

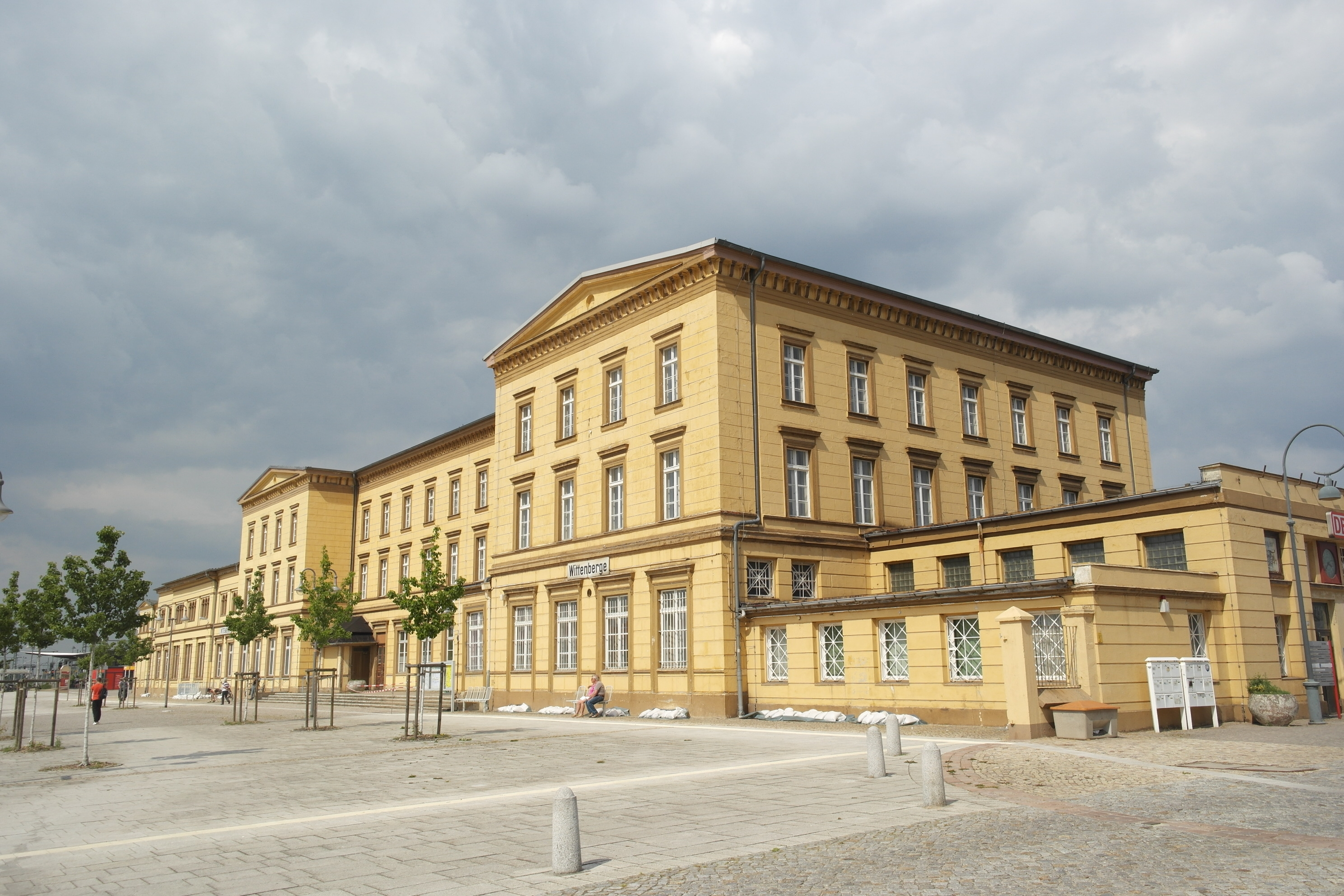
Nádraží ve Wittenberge

| Rok  | Počet obyvatel |
| ---- | -------------- |
| 1652 | 252            |
| 1719 | 374            |
| 1730 | 406            |
| 1740 | 454            |
| 1742 | 667            |
| 1750 | 761            |
| 1756 | 770            |
| 1800 | 884            |
| 1812 | 910            |
| 1819 | 1200           |
| 1825 | 1325           |
| 1840 | 2500           |
| 1845 | 2700           |
| 1850 | 4176           |
| 1853 | 5305           |
| 1863 | 5912           |

| Rok  | Počet obyvatel |
| ---- | -------------- |
| 1864 | 6200           |
| 1867 | 6941           |
| 1875 | 7367           |
| 1877 | 8062           |
| 1880 | 9548           |
| 1882 | 10250          |
| 1890 | 12338          |
| 1895 | 14559          |
| 1900 | 16322          |
| 1905 | 18603          |
| 1910 | 20709          |
| 1914 | 22693          |
| 1920 | 24848          |
| 1925 | 26493          |
| 1930 | 26476          |
| 1935 | 26605          |

| Rok  | Počet obyvatel |
| ---- | -------------- |
| 1938 | 28421          |
| 1940 | 31415          |
| 1941 | 32597          |
| 1943 | 34842          |
| 1946 | 31485          |
| 1954 | 32200          |
| 1964 | 32439          |
| 1966 | 32735          |
| 1968 | 33077          |
| 1977 | 33279          |
| 1980 | 32287          |
| 1981 | 31855          |
| 1985 | 30519          |
| 1987 | 30181          |
| 1988 | 30240          |
| 1990 | 28168          |

| Rok  | Počet obyvatel |
| ---- | -------------- |
| 1995 | 24515          |
| 1996 | 24041          |
| 1997 | 23833          |
| 1998 | 23398          |
| 1999 | 22825          |
| 2000 | 22163          |
| 2001 | 21513          |
| 2002 | 21112          |
| 2003 | 20639          |
| 2004 | 20120          |
| 2005 | 19767          |
| 2006 | 19566          |
| 2007 | 19297          |
| 2008 | 19023          |
| 2009 | 18710          |
| 2010 | 18571          |

| Rok  | Počet obyvatel |
| ---- | -------------- |
| 2011 | 17638          |
| 2012 | 17476          |
| 2013 | 17297          |
| 2014 | 17200          |
| 2015 | 17206          |
| 2016 | 17318          |
| 2017 | 17201          |
| 2018 | 17015          |
| 2019 | 16925          |
| 2020 | 16862          |
| 2021 | 16682          |

## Partnerská města
Wittenberge má následující partnerská města:
- Châlons-en-Champagne, Francie
- Elmshorn, Německo
- Razgrad, Bulharsko

## Osobnosti
- právník a filatelista Carl Lindenberg (1850–1928)
- politik Herman C. Schultz (1860–?)
- politik NSDAP a člen Říšského sněmu Otto Telschow (1876–1945)
- politik Friedrich Burmeister (1888–1968)
- protestantský teolog Emanuel Hirsch (1888–1972)
- herec Klaus Havenstein (1922–1998)
- protestantský pastor, teolog a aktivista Ulrich Woronowicz (1928–2011)
- žurnalista Ulrich Makosch (1933–2008)
- teolog Friedrich Schorlemmer (* 1944)
- olympijský sportovec Norbert Klaar (* 1954)
- olympijský sportovec Uwe Potteck (* 1955)
- kytarista kapely Rammstein Richard Kruspe (* 1967)
- sportovec Stefanie Thurmann (* 1982)